# Huelquén
Huelquén es un pueblo rural ubicado en la comuna chilena de Paine, en la provincia del Maipo, Región Metropolitana de Santiago. En 2017 tenía 4538 habitantes.
Fue fundado a mediados del siglo XIX con el nombre de García-Huidobro, dado que se encuentra en los terrenos pertenecientes a la hacienda del mismo nombre.[cita requerida]